# Opération Goodwood
 (février 2023).
Si vous disposez d'ouvrages ou d'articles de référence ou si vous connaissez des sites web de qualité traitant du thème abordé ici, merci de compléter l'article en donnant les références utiles à sa vérifiabilité et en les liant à la section « Notes et références ».
Seconde Guerre mondiale
Batailles
Opérations de débarquement (Neptune)
- Tonga (Deadstick, Batterie de Merville)
- Albany (Chicago, Manoir de Brécourt)
- Boston (Detroit)
- Utah Beach
- Omaha Beach (Pointe du Hoc)
- Gold Beach
- Juno Beach
- Sword Beach

Secteur anglo-canadien
- Caen
- Authie
- Perch (Villers-Bocage)
- Putot
- Bretteville-l'Orgueilleuse
- Norrey
- Mesnil-Patry
- Martlet
- Epsom
- Windsor
- Charnwood
- Jupiter
- Atlantic
- Goodwood
- Crête de Verrières
- Spring
- Bluecoat
- Totalize
- Tractable

Secteur américain
- Carentan
- Cotentin
- Cherbourg (Bombardement)
- Bataille des Haies (Elle, Saint-Lô, La Haye-du-Puits)
- Cobra
- Mortain

Fin de la bataille de Normandie et libération de l'Ouest
- Rennes
- Saint-Malo
- Brest
- Poche de Falaise
- Chambois
- Paris

Mémoire et commémorations
- Cimetières militaires de la bataille de Normandie
- Commémorations du 70e anniversaire
- Projet UNESCO de classement des plages

L'opération Goodwood est une opération militaire alliée pendant la bataille de Normandie (Seconde Guerre mondiale) du 18 juillet au 20 juillet 1944, qui vise à dégager Caen, en réalisant une percée à l'est de la ville par une attaque massive de blindés.

## L'objectif
Après les succès initiaux du débarquement, l'armée alliée était stoppée. La ville-clé de Caen n'avait pas été prise comme planifié ; elle était encore entre les mains des forces allemandes malgré un mois d'intenses combats. Le bocage normand offrait de nombreux obstacles aux opérations d'attaque mais le terrain plus dégagé vers l'est, entre Caen et Vimont, paraissait plus favorable. La plus grande opération de blindés en Europe de l'Ouest fut prévue sous le nom de code « opération Goodwood ». Les corps blindés de la 2e Armée britannique furent choisis pour mener l'attaque, et bien que devant être coûteuse, certains commandants alliés avaient de grands espoirs de percée. Le 8e Corps, constitué des 11e et 7e divisions blindées et celle des Guards, formait la force principale. Les objectifs de la 11e division blindée étaient Bras, Hubert-Folie, Tilly-la-Campagne, Verrières, et Fontenay ; Garcelles-Secqueville pour la 7e division blindée ; et les Gardes devaient attaquer entre Cagny et Vimont. Le but était de repousser les Allemands des hauteurs du pont de Bourguebus. Une force canadienne couvrirait le flanc est et l'infanterie britannique celui de l'ouest. Le plan était développé par le général britannique Miles Dempsey et fut approuvé par le commandant en chef, le général Montgomery le 10 juillet.

## L'attaque

### Prélude
L'attaque alliée eut certains problèmes dès son déclenchement : les blindés devaient traverser l'Orne et le canal de Caen pour atteindre le champ de bataille mais faire mouvement trop tôt aurait alerté les Allemands. Rétrospectivement on peut se rendre compte que les blindés passèrent trop tard à l'attaque : les huit cents chars d'assaut furent fortement ralentis par le goulot d'étranglement des trois ponts sur l'Orne et quand ils atteignirent la zone assignée ils eurent à affronter un autre problème : l'endroit avait été miné abondamment non seulement par les Allemands mais aussi par les Alliés — dans les semaines après le débarquement de juin, de grandes surfaces avaient été minées mais sans en garder le relevé, ce qui bloqua la 11e division. Un autre problème sous-estimé était les nombreux petits villages, défendus chacun par une petite garnison bien équipée, protégée par un réseau de tunnels.
Le bombardement préalable fut effectué par 2 077 bombardiers lourds et moyens lâchant plus de 7 800 tonnes de bombes. Les positions allemandes à l'est de Caen furent soumises à un tapis de bombes et beaucoup de villages furent transformés en amas de ruines, ce qui réduisit les défenses allemandes en les désorganisant. Pendant une période courte, les défenseurs furent transformés en des groupes épars, aux effectifs durement touchés par les bombardements, et aux hommes assommés et peu résistants.

### L'assaut principal
Les premières avancées par les blindés alliés, entreprises sous le barrage d'artillerie, furent lentes, bien que ne rencontrant que peu d'opposition. Lorsque la voie de chemin de fer Caen-Vimont fut atteinte, les Allemands s'étaient regroupés. Le Fife and Forfar Yeomanry (en) perdit douze chars à Cagny quand les canons de 88 mm furent tournés sur eux : un seul tir au but sur un Sherman était le plus souvent suffisant pour le réduire à une épave en flammes. Les Alliés poussèrent lentement et traversèrent la ligne pour approcher la côte de Bourguébus, où ils furent en contact avec la 21e division Panzer et la 1re division Panzer SS. Plus de soixante-dix chars Sherman furent détruits avant que les Alliés ne reculent. Les blindés allemands contre-attaquèrent et les combats continuèrent sur le plateau et autour de Hubert-Folie jusqu'au 19 juillet, au moment où la moindre chance de percée était perdue.

### L'attaque des flancs
La 51e division d'infanterie (Highland) britannique et la 3e Division d'infanterie canadienne ont pour but de prendre l'immense complexe industriel de Colombelles. Les allemands s'étant en effet barricadés fortement dans les bâtiments de la S.M.N. Le bombardement préalable a presque totalement écrasé les défenseurs et les troupes alliés, malgré des combats difficiles, progressent jusqu'à Mondeville conformément au plan initial.

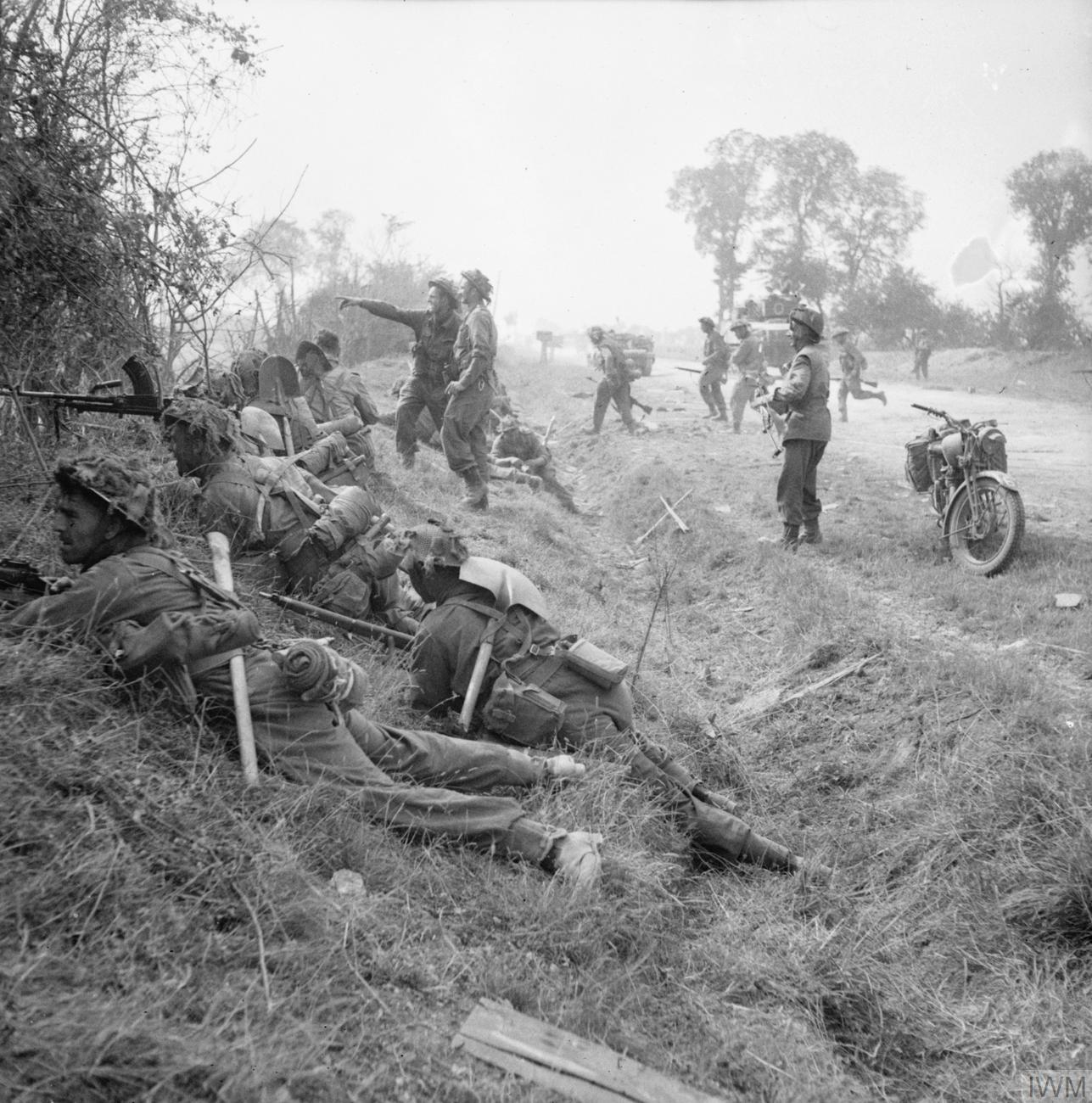
Soldats du Welsh Guards en action lors de l'opération Goodwood, vers Cagny, 19 juillet 1944.

## Résultats
En tout, les Alliés avaient étendu leur contrôle sur une dizaine de kilomètres à l'est de Caen et détruit plus de 100 Panzers allemands dont de nombreux Panzerkampfwagen VI Tiger, mais perdu 437 blindés et plus de 6 000 hommes. Si les entrepôts des têtes de pont pouvaient compenser les chars perdus, la perte en hommes, elle, était catastrophique. Montgomery dit lui-même qu'il avait été trop optimiste lors d'une conférence de presse, le 18 juillet. Leur action donna cependant à l'opération Cobra par l'armée américaine une meilleure chance de succès.

## Galerie photos

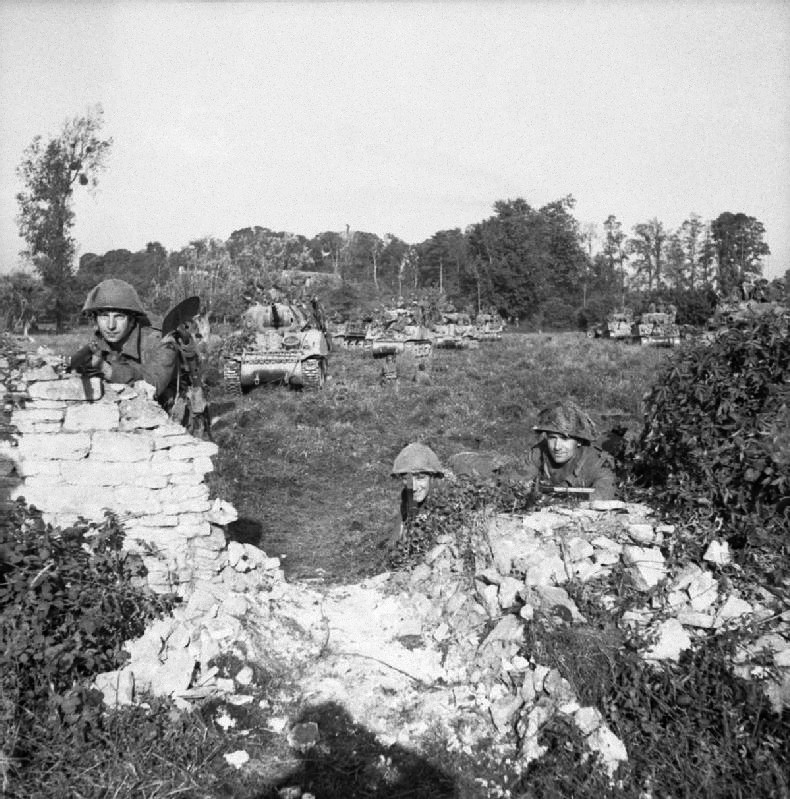
Chars et infanterie attendent le lancement de l'opération, 18 juillet 1944.
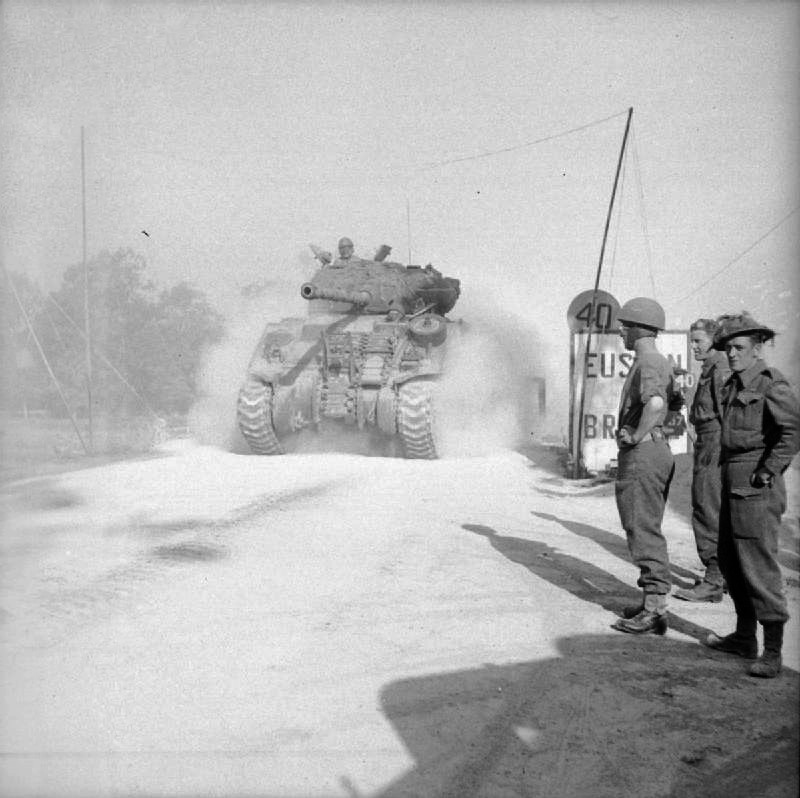
Un Sherman Firefly traverse l'Orne au début de l'opération, 18 juillet 1944
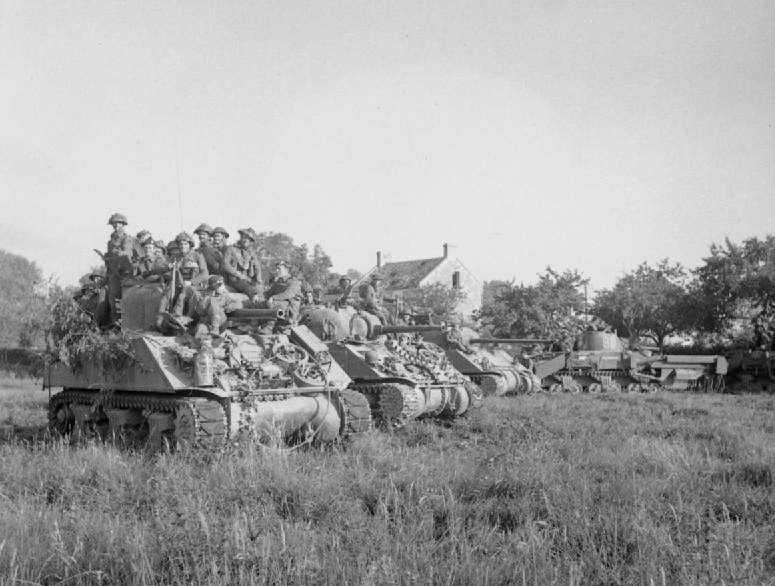
Des chars Sherman transportant des soldats attendant le lancement de l'opération, 18 juillet 1944.
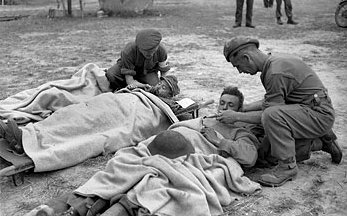
Assistance médicale lors de l'opération, 18 juillet 1944.